# スパゲティコード・ラブ
『スパゲティコード・ラブ』は、2021年11月26日に公開された日本映画。監督は本作が長編映画初監督となる丸山健志。

## 概要
13人の若者達の人生・青春が交差する様子を群像劇として描く。なお、タイトルにある「スパゲティコード」とは、解読困難なまでに複雑に絡み合ったプログラミングコードを指す。

## 映画祭
- 第34回東京国際映画祭「Nippon Cinema Now 部門」正式上映[2]
- 第24回上海国際映画祭・「GALA部門」正式上映[3][1]。
- 第15回ニューヨークJapan Cuts 「Next Generation部門」正式上映
- 第40回バンクーバー国際映画祭「Gateway部門」正式上映

## キャスト
- 羽田天：倉悠貴[3][1]
- 桜庭心：三浦透子[3][1]
- 大森慎吾：清水尋也[3][1]
- 黒須凛：八木莉可子[3][1]
- 日室翼：古畑新之[3][1]
- 赤羽圭：青木柚[3][1]
- 千葉桜：xiangyu[3][1]
- 綾瀬夏美：香川沙耶[3][1]
- 小川花：上大迫祐希[3][1]
- 宍戸一樹：三谷麟太郎[3][1]
- 渋谷桃子：佐藤睦[3][1]
- 目黒梅子：ゆりやんレトリィバァ[3][1]
- 剣持雫：土村芳[3][1]
- U+P（劇中のアイドルグループ）メンバー：≠ME（冨田菜々風、蟹沢萌子、鈴木瞳美、河口夏音、川中子奈月心）[4]

## スタッフ
- 監督：丸山健志
- 脚本：蛭田直美
- 撮影：神戸千木
- 音楽：オーディオフォース
- 主題歌：三浦透子「Never」（EMI Records / UNIVERSAL MUSIC）
- 挿入曲：≠ME「誰もいない森の奥で一本の木が倒れたら音はするか?」（シングル「まほろばアスタリスク」に収録、キングレコード）
- プロデューサー：原田英樹
- 制作プロデューサー：堀江佳輝
- 照明：阿部良平
- 録音：小林圭一
- 美術：土性綾
- キャスティング：長谷川ゆうり
- スタイリスト：皆川bon美絵
- ヘアメイク：星野加奈子
- 編集：中里耕介
- VFX：田端俊朗
- カラリスト：高橋直孝
- サウンドデザイナー：スズキマサヒロ
- 助監督：佐藤匡太郎
- 制作担当：津留春花
- 配給・宣伝：ハピネットファントム・スタジオ
- 制作プロダクション：PYRAMID FILM
- 製作：「スパゲティコード・ラブ」製作委員会